# Метеген
Метеген (карач.-балк. Метеген — «Значение точно не определённо») — гора в Скалистом хребте Кавказа, в Кабардино-Балкарии. Расположена в междуречье Черека Балкарского с запада и Псыгансу (Сукансуу) на востоке. Западнее него в междуречье Черека Балкарского и Черека-Хуламского расположен массив Соухаузкая, а восточнее в междуречье Псыгансу с запада и Хазнидон (Хазысуу) с востока высится массив Хазнибаши (3103 м). Сложен преимущественно из известняков и доломитов. Примечательно, что известняк здесь имеет светло-красный желтоватый цвет, из-за этого гора смотрится особенно эффектно. Массив также напоминает знаменитые Доломитовые Альпы, причём является не менее причудливым.
Массив также известен как «Мехтыген», что ошибочно и не соответствует местному названию горы.
С южной стороны массив представляет собой огромный скальный бастион, верхняя часть которого разделен на множество отдельных пиков (замков). Кроме главной вершины 3152 метров, параллельно ему возвышаются ещё 7-8 скальных пика, из которых один западнее главной вершины (Зап. Метеген), а остальные восточнее него (Восточные пики).
На расстоянии 1 км севернее от главной вершины расположена другая вершина массива — Мулучу (3105 м), она стоит отдельно и мало известна. От Мулучу на восток отходит отрог, где высится пологая вершина Домбайлыбаши (2893 м). На все три вершины открывается хороший вид из селения Бабугент. Северные склоны массива относительно пологи, а на юг обрывается отвесными стенами, высота которых около 500 метров.